# PMRC

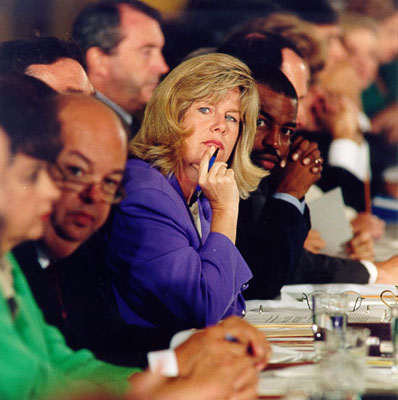
PMRCの共同設立者の一人、ティッパー・ゴア（1985年9月の公聴会において）

Parents Music Resource Center（ペアレンツ・ミュージック・リソース・センター、PMRC）は、過激な性的表現や暴力的表現、ドラッグの使用やアルコールの摂取を賛美するような表現がされていると見なした音楽作品にペアレンタル・アドバイザリーのステッカーを貼るように義務付け、子供達がそういった音楽に接触しないようにペアレンタルコントロールを高めさせる目的で1985年にティッパー・ゴアら「ワシントンの妻達」が中心となり、設立した委員会である。

## 設立
1984年に、ティッパー・ゴア（当時は上院議員で、のちに副大統領となるアル・ゴアの夫人）が当時11歳の長女カレナが聴いていたプリンスのアルバム『パープル・レイン』の収録曲「ダーリン・ニッキー」の歌詞に過激な性的表現が含まれていると感じて問題視したのが委員会が設立されるきっかけとなった。彼女はワシントンD.C.の実力者を夫に持つ何人かの友人とこの問題について話すようになった。
翌1985年にティッパー・ゴア、スーザン・ベイカー（当時の財務長官ジェームズ・ベイカーの夫人）、パム・ハワー（ワシントンの有力な不動産業者レイモンド・ハワーの夫人）、サリー・ネビアス（前ワシントン市議会議長ジョン・ネビアスの夫人）の4人の女性が中心になり、PMRCを設立した。

## 最も不愉快な15曲のリスト
PMRCは1985年に最も不愉快と見なす以下の15曲のリストを発表した。
| #  | アーティスト               | 曲名                                                 | 問題のあるコンテンツ     |
| 1  | プリンス                   | 「ダーリン・ニッキー」                               | セックス/オナニー        |
| 2  | シーナ・イーストン         | 「シュガー・ウォールズ」                             | セックス                 |
| 3  | ジューダス・プリースト     | 「イート・ミー・アライヴ」                           | セックス                 |
| 4  | ヴァニティ                 | 「ストラップ・オン・ロビー・ベイビー」               | セックス                 |
| 5  | モトリー・クルー           | 「バスタード」（『シャウト・アット・ザ・デヴィル』） | 暴力/言語                |
| 6  | AC/DC                      | 「欲望の天使」（『バック・イン・ブラック』）         | セックス                 |
| 7  | トゥイステッド・シスター   | 「ウィアー・ノット・ゴナ・テイク・イット」           | 暴力                     |
| 8  | マドンナ                   | 「ドレス・ユー・アップ」                             | セックス                 |
| 9  | W.A.S.P.                   | 「アニマル (ファック・ライク・ア・ビースト)」        | セックス/言語            |
| 10 | デフ・レパード             | 「ハイ・アンド・ドライ (サタデー・ナイト)」          | ドラッグおよびアルコール |
| 11 | マーシフル・フェイト       | 「イントゥ・ザ・コヴェン」（『メリッサ』）           | オカルト                 |
| 12 | ブラック・サバス           | 「トラッシュド」                                     | ドラッグおよびアルコール |
| 13 | メリー・ジェーン・ガールズ | 「イン・マイ・ハウス」                               | セックス                 |
| 14 | ヴェノム                   | 「ポゼスト」                                         | オカルト                 |
| 15 | シンディ・ローパー         | 「シー・バップ」                                     | セックス/オナニー        |

## 1985年の上院公聴会
PMRCの夫人達は夫の力を利用して上院で「ポピュラー音楽の憂慮すべきコンテンツに関する」公聴会を開催させるように働き掛けた。公聴会は1985年9月19日に開催された。アル・ゴア（民主党の上院議員）とポーラ・ホーキンス（共和党の上院議員）が支持側の証人として出席した。
反対側の1人目の証人：フランク・ザッパ（ミュージシャン兼音楽プロデューサー）はアメリカ合衆国憲法修正第1条の内容を読み上げ、PMRCの検閲の提案は実際には子供達のためにならず、大人達の市民的自由を侵害し、解釈と執行上の問題でそれを取り扱う裁判所を年中忙しくさせてしまい、まずい考えの無意味なものだと主張した。ブランク・テープ税の導入の提案者の一人である上院議員ストロム・サーモンドの夫人がPMRCのメンバーなのは偶然なのかという疑問点を提示した。また、雇われた俳優が役を演じる映画と違い、音楽の場合は基本的にミュージシャン自身の芸術作品として捉えられているので、その個人が汚名を着せられてしまうことになるという両者の違いを説明した。
反対側の2人目の証人：ジョン・デンバー（フォークロックミュージシャン）は「我々の社会、あるいはどこか他の世界におけるいかなる種類の検閲にも強く反対します」と決意を表明した。その後に彼自身の二つの苦い経験を語った。「ロッキー・マウンテン・ハイ」がドラッグの歌だと誤解されてしまい、多くのラジオ局で放送禁止にされてしまった話と主演した映画『オー!ゴッド』の題名が主を連想させるとして広告の掲載が一部の新聞で拒否された話である。「拒否されているものが最も望まれることになり、隠されているものが最も興味深いものとなる」として検閲が逆効果になるとの見解を示した。
反対側の3人目の証人：ヘヴィメタルバンド、トゥイステッド・シスターのディー・スナイダーは最初に「私は30歳の既婚者で、3歳の息子がいます。クリスチャンとして育ち、今でもこの教えを守り続けています。信じられないかもしれませんが、私は煙草も酒もドラッグもやらない。ヘヴィメタルに分類されるトゥイステッド・シスターというロックンロールバンドの曲を演奏するし、作詞もしている。私は先に述べた自分の信念に基づいて作詞している曲を誇りに思っています」と自己紹介をした。スナイダーもデンバーと同様に彼の音楽が誤って解釈されていると感じていた。ティッパー・ゴアはバンドの曲である「アンダー・ザ・ブレイド」がレイプ、ボンデージ、サドマゾヒズムを称賛する内容だと非難する記事を以前、彼の故郷の新聞に投稿していた。しかし、これは断片的かつ恣意的に歌詞を引用しており、実際には差し迫った手術について書いた曲だと反論した。「この曲のサドマゾヒズム、ボンテージ、レイプはゴアさんの心の中のみにあるのです」と述べた。続いて 「ウィアー・ノット・ゴナ・テイク・イット」は不愉快な15曲のリストにも含まれており、V（バイオレンス）のコンテンツとして評価されているが、リストの対象となるのは歌詞についてのみであるのに、歌詞には暴力的な表現は一切入っておらず、ビデオ映像にある過激な表現と混同している可能性を指摘した。最後に、ニューヨークで開催された歌詞論争に関する公開フォーラムに出席したティッパー・ゴアが「子供達が着ているTシャツを見つめ、トゥイステッド・シスターと手錠を掛けられて大の字になっている女性を見て下さい」との声明を発表しているが、これはあからさまな嘘であり、このタイプのシャツを自分達が販売したことは無いと否定した。バンドに対する、自分が知る限りのこの3つの中傷すべてが事実無根の話だと述べた。「判断が出来る者が他に誰一人として存在しないので、子供を守るすべての責任は私と妻が負わなければならない」と結論付けた。
フランク・ザッパは1985年に公聴会のやり取りの音声記録をサンプリングした「ポルノ・ウォーズ」を収録したアルバム『ミーツ・ザ・マザーズ・オブ・プリヴェンション』を発売した。このアルバムのカバーはRIAAの警告ステッカーのパロディを特色とした。彼の亡き後の2010年には音声記録の完全版が収録されたアルバム『コングレス・シャル・メイク・ノー・ロウ...』が発売されている。上院議員のアーネスト・ホリングス、スレイド・ゴートン、アル・ゴア、ポーラ・ホーキンスの音声も聞き取ることが出来る。

## ペアレンタル・アドバイザリーのステッカー

ペアレンタル・アドバイザリーを示すステッカー。1993年以降はこのデザインである

PMRCはアメリカレコード協会（RIAA）に対して、映画のレイティングシステムと同様のシステムを音楽業界にも導入するように提案したが、RIAAは提案の受け入れを拒否した。1985年11月1日に両者間の合意が成立し、RIAAは問題のあるアルバムに包括的なペアレンタル・アドバイザリーのステッカーを貼る形で親への勧告を行うことに同意した。対象となる露骨な歌詞が含まれる音楽作品なのか否かを判断するのはRIAAに委ねられたが、その基準となるガイドラインは作成されなかった。
ウォルマートを始めとする特定の小売店ではこのステッカーが貼られた音楽作品の販売を拒否している。このステッカーが本当に子どもが過激な情報にさらされるのを防ぐのに有効になっているのかは議論の余地があり、フィリップ・ベイリーはステッカーが貼られても一部地域で売り上げが増加することも有り得るかもしれないとの見解を述べている。

## アーティストの反応
多くのアーティストがPMRCやティッパー・ゴアを批判したり、パロディ化している。以下はその一部の例である。
- ジューダス・プリーストは上記の『Eat Me Alive』がRMRCに標的にされた事への返答として、1986年リリースのアルバム『ターボ』に「ペアレンタル・ガイダンス」を収録した[15]。
- NOFXは1987年に『ザ・ P.M.R.C.・キャン・サック・オン・ディス（英語版）』というタイトルのEPを発売している[16]。
- メガデスが1988年に発売したアルバム『ソー・ファー、ソー・グッド…ソー・ホワット!』の収録曲「フック・イン・マウス」はPMRCを標的にしたものとされている[17]。
- アイス-Tは1989年に発売したアルバム『ザ・アイスバーグ/フリーダム・オブ・スピーチ... ジャスト・ウォッチ・ワッツ・ユー・セイ!（英語版）』の収録曲「フリーダム・オブ・スピーチ」でティッパー・ゴアを「雌犬」と呼び、彼女に対する激しい個人攻撃を行っている[18]。
- ウォレントは1990年に発売したアルバム『いけないチェリーパイ（英語版）』の収録曲「オデ・トゥー・ティッパー・ゴア」で卑猥な語句を挿入してティッパー・ゴアを嘲笑した[19]。
- レイジ・アゲインスト・ザ・マシーンは1993年7月18日に開催されたロラパルーザのフィラデルフィア公演においてPMRCへの抗議のためにメンバー全員が口をガムテープで塞ぎ、胸に「PMRC」の4文字を刻み込んで全裸で登場。立ちっぱなしで演奏を一切せずに14分の演奏時間をすべて使い切ってしまった[20]。失望したファンのためにバンドは後日、無料のショーを演じた[20]。
- KMFDMが1993年に発売したアルバム『アンガスト（英語版）』の収録曲「サックス（英語版）」には「ティッパーからの警告で私達のレコードにはステッカーが貼られているんだ」という歌詞が含まれている[21]。